# 藿烷
藿烷（英語：Hopane）是一种天然的五环三萜化合物，是藿烷类化合物的母結構。最早提纯的藿烷类化合物是达马树胶中分离出来的羟基藿烷酮（hydroxyhopanone）。名称来自于产生达马树胶坡垒属的学名拉丁語：）。